# Stara Kamienica (gmina)
Pour la localité, voir Stara Kamienica.
Stara Kamienica est une gmina rurale du powiat de Jelenia Góra, Basse-Silésie, dans le sud-ouest de la Pologne. Son siège est le village de Stara Kamienica, qui se situe environ 13 km à l'ouest de Jelenia Góra, et 106 km à l'ouest de la capitale régionale Wrocław.
La gmina couvre une superficie de 110,46 km2 pour une population de 5 150 habitants.

## Géographie
La gmina est bordée par les villes de Kalety et Lubliniec, et les gminy de Boronów, Herby, Kochanowice, Tworóg et Woźniki.
La gmina contient les villages d'Antoniów, Barcinek, Chromiec, Jaroszyce, Kopaniec, Kopanina, Kromnów, Mała Kamienica, Międzylesie, Nowa Kamienica, Rybnica, Sosnka, Stara Kamienica et Wojcieszyce.